# Reński koń zimnokrwisty

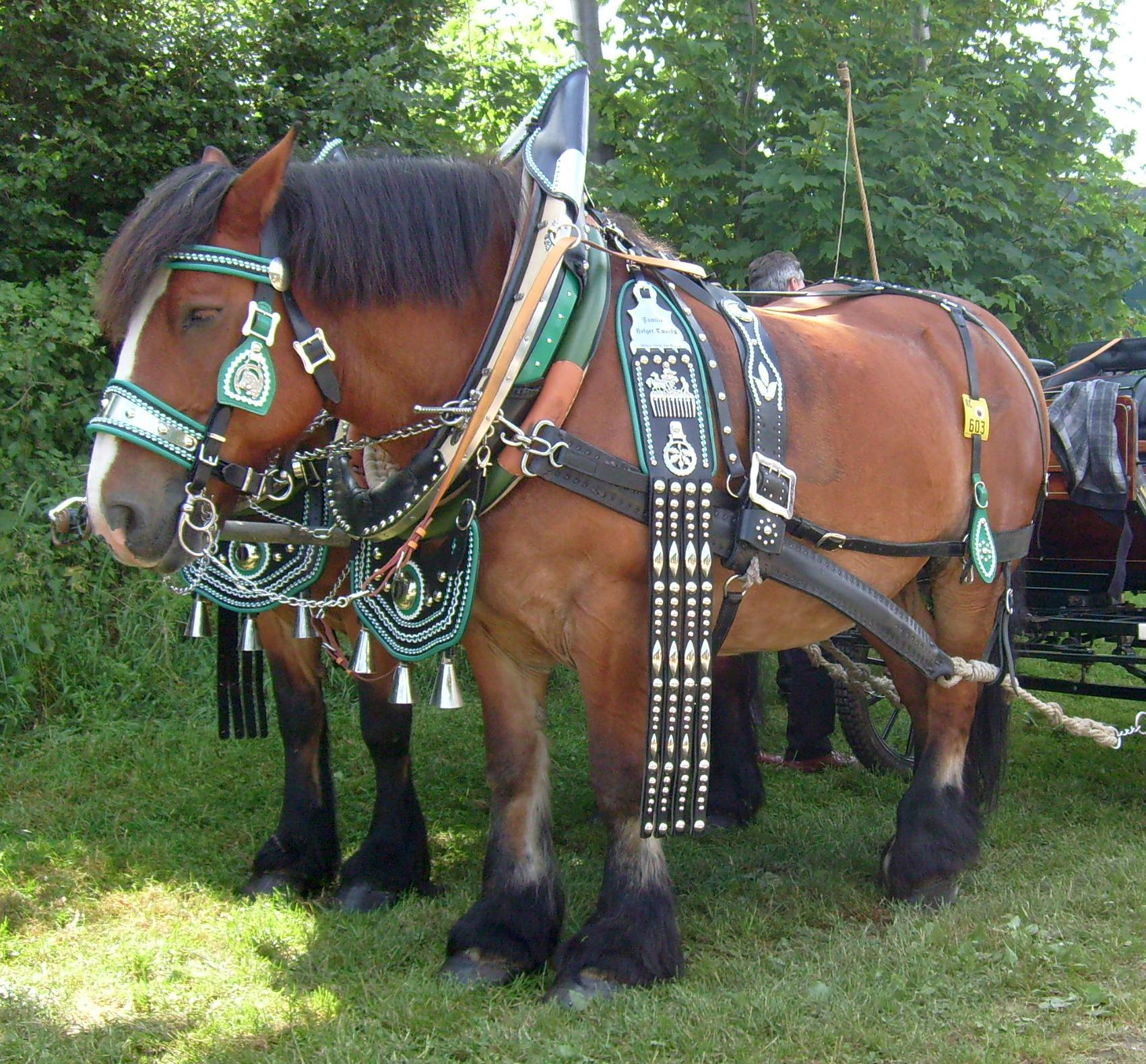
Reński koń zimnokrwisty w zaprzęgu

Reński koń zimnokrwisty – nadreńska rasa konia domowego.
Konie tej rasy posiadają skośne ustawienie łopatek, co sprzyja ciągnięciu zaprzęgów. Charakterystyczny dla nich jest krótki wykrok, mocna szyja, silny tułów i dobrze umięśnione tylne kończyny. Wysokość w kłębie: ok. 150–165 cm. Umaszczenie kasztanowate, gdzie chrapy i okolice brzucha są jasne, natomiast kończyny, grzywa oraz ogon – kare.
Ta średnio ciężka rasa spokrewniona jest z belgijskim koniem zimnokrwistym. Z hodowli reńsko-belgijskiego konia zimnokrwistego zrezygnowano w 1892 po tym, jak została wprowadzona dla konia reńskiego księga stadna.
Wraz z rozwojem motoryzacji spadła ranga pierwotnych koni zimnokrwistych wykorzystywanych jako zwierzęta pociągowe (głównie prace polowe) i juczne.